# Ocón
Ocón település Spanyolországban, La Rioja autonóm közösségben. Ocón Ausejo, El Villar de Arnedo, Tudelilla, Bergasa, Arnedillo, Robres del Castillo, Santa Engracia del Jubera, Galilea, Corera és El Redal községekkel határos. Lakosainak száma 331 fő (2024).

## Népesség
A település népessége az elmúlt években az alábbi módon változott:
| Lakosok száma | 317  | 357  | 391  | 352  | 330  | 293  | 280  | 301  | 315  | 331  |
|               | 2001 | 2004 | 2007 | 2009 | 2012 | 2014 | 2017 | 2019 | 2022 | 2024 |